# Coxina turibia
Coxina turibia är en fjärilsart som beskrevs av William Schaus 1934. Coxina turibia ingår i släktet Coxina och familjen nattflyn. Inga underarter finns listade i Catalogue of Life.